# Bezirk Aguadulce
Aguadulce ist ein Bezirk (distrito) der Provinz Coclé in Panama. Die Einwohnerzahl betrug laut Volkszählung 2023 49.005.

## Gliederung
Der Bezirk Aguadulce ist administrativ in folgende Corregimientos unterteilt:
- Aguadulce
- El Cristo
- El Roble
- Pocrí
- Barrios Unidos
- Pueblos Unidos
- Virgen del Carmen
- El Hato de San Juan de Dios